# Nissan Sylphy
Nissan Sylphy (яп .日産・シルフィ, Хепберн: Nissan Shirufi) — компактний автомобіль , що випускається японським автовиробником Nissan з 2000 року як наступник Nissan Pulsar. 
Sylphy також продавався на експортних ринках під кількома іншими назвами: Almera, Sunny та Pulsar.
До 2012 року в Японії він був відомий як Nissan Bluebird Sylphy (яп .日産・ブルーバードシルフ, Хепберн : Nissan Burūbādo Shirufi). Початкова назва Bluebird Sylphy була продовженням більшої моделі Bluebird , яка була знята з виробництва в 2001 році. У 2012 році вона була перейменована на Sylphy для моделі третього покоління.

## Перше покоління (G10/N16; 2000)
У серпні 2000 року компанія Nissan випустила серію G10 або N16 Bluebird Sylphy як заміну на японському ринку Nissan Pulsar (N15), і вона була ексклюзивною для японських дилерів під назвою Nissan Blue Stage. Код моделі «G10», що використовується в Японії, відрізнявся від більшості інших ринків, де збереглася застаріла схема найменування серії N (N16), успадкована від Pulsar. Зміна назви з Pulsar на Bluebird Sylphy в Японії відбулася, коли Nissan збирався поступово відмовитися від тривалої моделі Bluebird, і це зберегло стару назву. Експортні ринки отримали цей самий автомобіль під безліччю альтернативних імен: Almera в Європі та Брунеї; Пульсар в Австралазії; Sentra в Індонезії, Малайзії, Філіппінах і Тайвані; плюс сонячно в Гонконгу, Сінгапурі, Таїланді, Шрі-Ланці та на Близькому Сході. На Шрі-Ланці важливо підкреслити, що седан Nissan Sunny N16 поставлявся з чорною решіткою радіатора з горизонтальними смугами. Він був недоступний у Північній Америці; натомість був Nissan Sentra (B15) на базі Sunny .
Bluebird Sylphy був доступний в єдиному стилі кузова, добре обладнаний маленький чотиридверний седан. Завод у Великобританії, де N16 виготовлявся як Almera, продовжував виробляти три- та п’ятидверні версії хетчбека . Ці європейські моделі мали дещо інший стиль передньої частини — унікальна решітка радіатора, капот і бампер вміщували дизайн фар, спільний з японськими моделями. Деякі європейські ринки також отримали модель седан Almera, яка мала такий же стиль передньої частини, як і хетчбеки. Almera британського виробництва також експортувалися за межі Європи, головним чином до Австралії та з маркуванням Pulsar.
Нова платформа вперше породила компактну версію MPV ( Nissan Almera Tino або Nissan Tino ). Nissan Wingroad продовжував продаватися як універсал Pulsar або Almera Traveler у багатьох країнах.
Початковий випуск Bluebird Sylphy мав вертикальну хромовану решітку з емблемою Nissan на капоті. У лютому 2003 року Bluebird Sylphy отримав незначні зміни з переглянутою решіткою радіатора (з емблемою Nissan переміщеною на решітку) і абсолютно новою задньою частиною з задніми ліхтарями в стилі J31 Teana . Це оновлення також стосувалося моделей Sunny та Sentra в Південно-Східній Азії. Австралійські седани Pulsar отримали таке ж оновлення, але замість них з’явилася горизонтальна решітка радіатора.
У жовтні 2005 року Nissan Bluebird Sylphy другого покоління (серія G11) був представлений на Токійському автосалоні . В Японії хетчбек Nissan Tiida та седан Tiida Latio замінили також лінійку G10/N16, особливо на експортних ринках, де G11 не пропонувався.

Незважаючи на те, що випуск серії G11 Sylphy і Tiida означав відкликання G10/N16 з багатьох ринків, її було оновлено для випуску в жовтні 2005 року як бюджетну модель, щоб стояти нижче G11 Sylphy і Tiida на ринках Південно-Східної Азії, таких як Малайзія, Сінгапур і Таїланд. Ця більш істотна підтяжка передньої частини дозволила встановити змінені фари, переглянутий передній бампер і крила, а також нову решітку радіатора та капот.

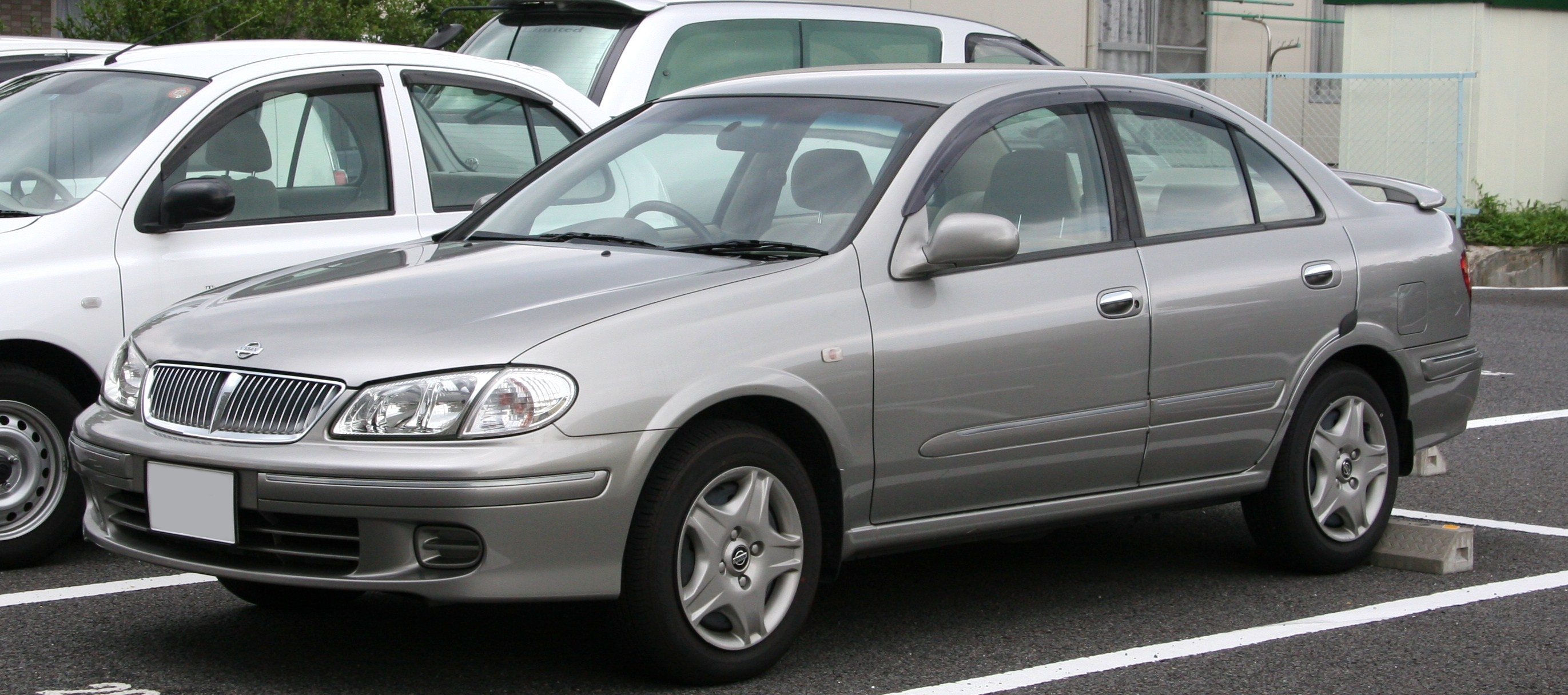
2000–2003 Nissan Bluebird Sylphy седан (Японія)
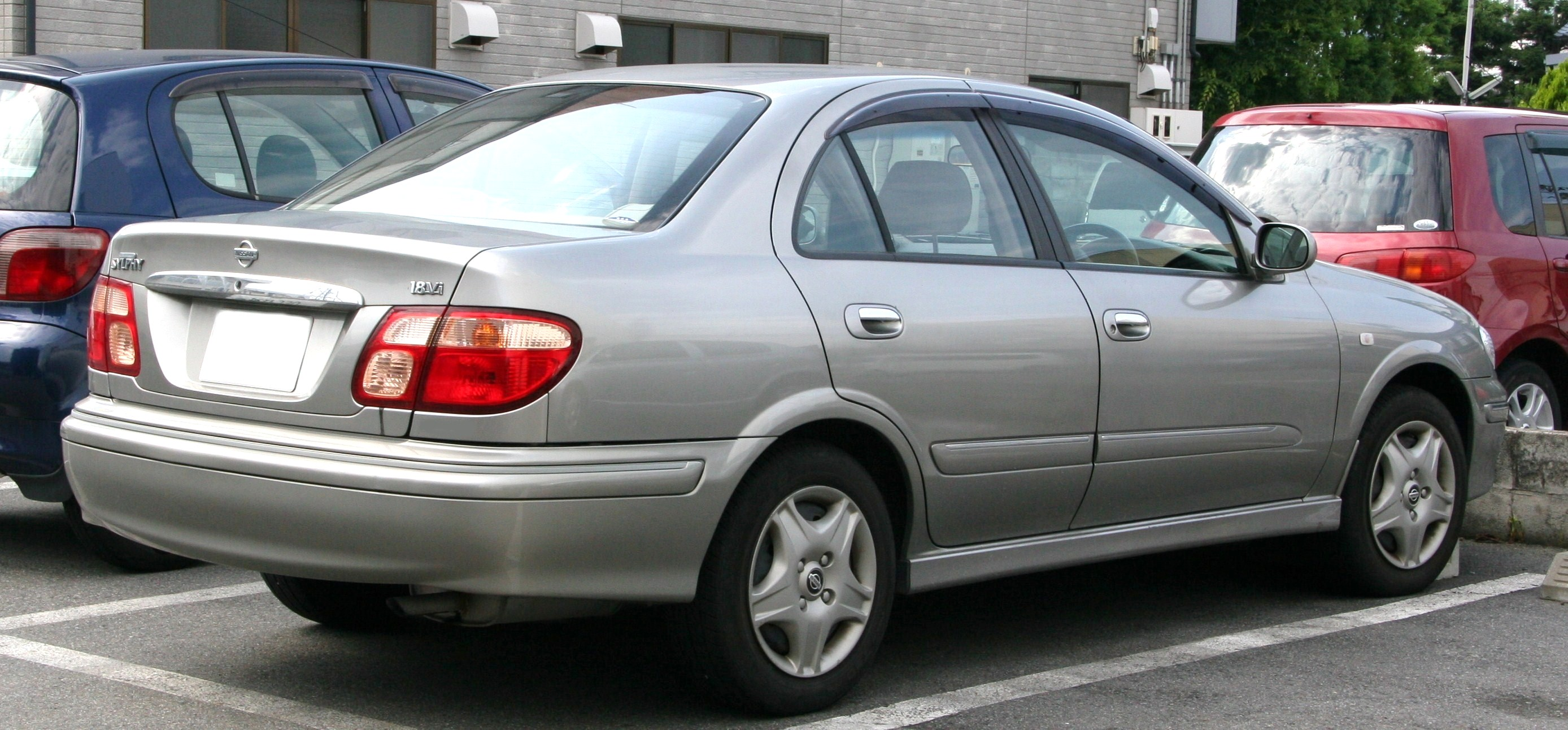
2000–2003 Nissan Bluebird Sylphy седан (Японія)
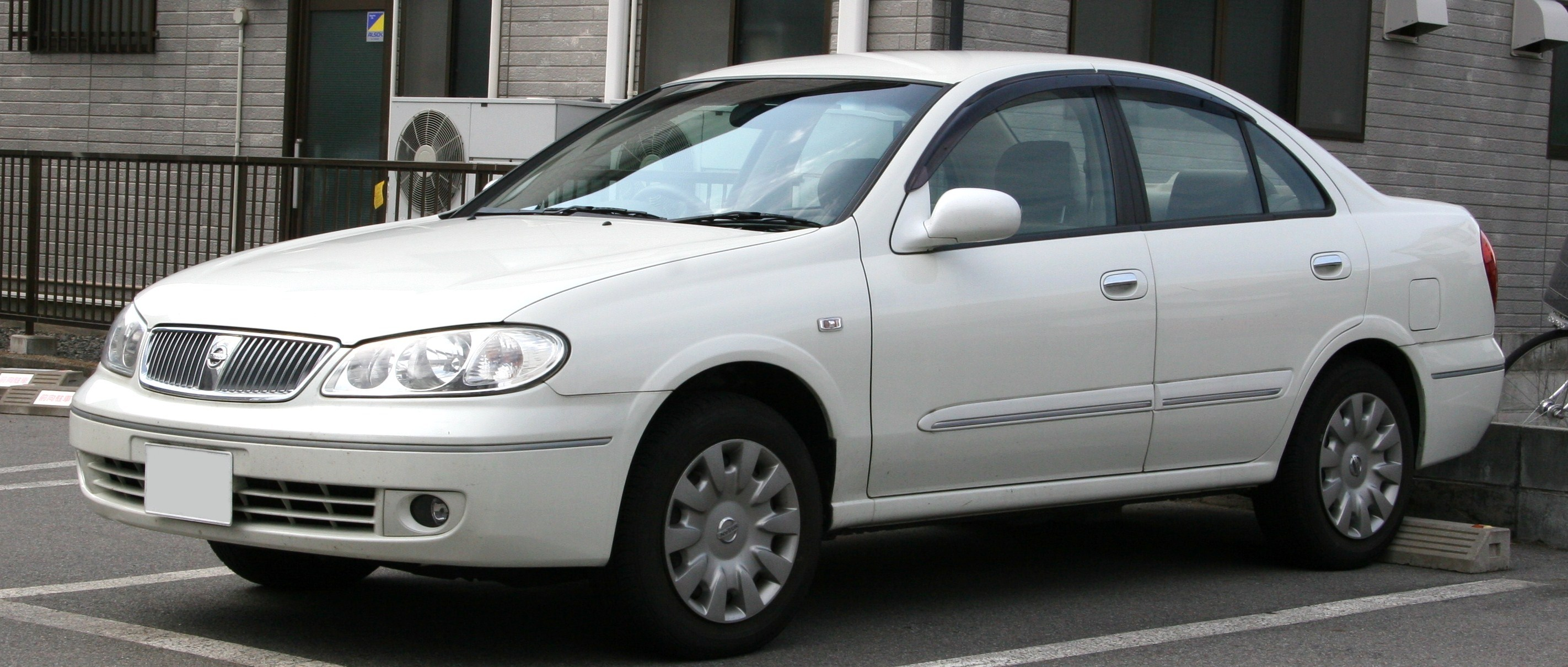
2003–2005 Nissan Bluebird Sylphy седан (Японія)
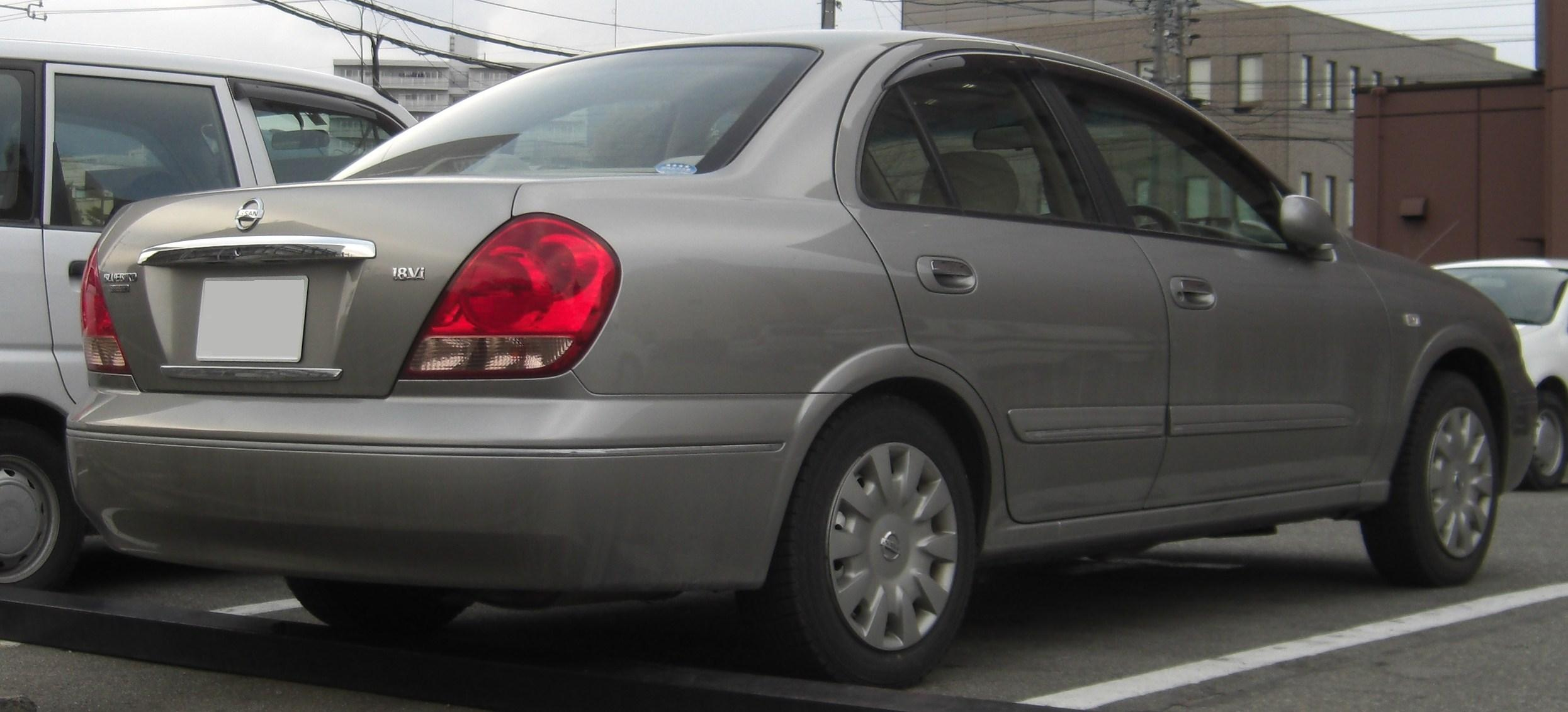
2003–2005 Nissan Bluebird Sylphy седан (Японія)
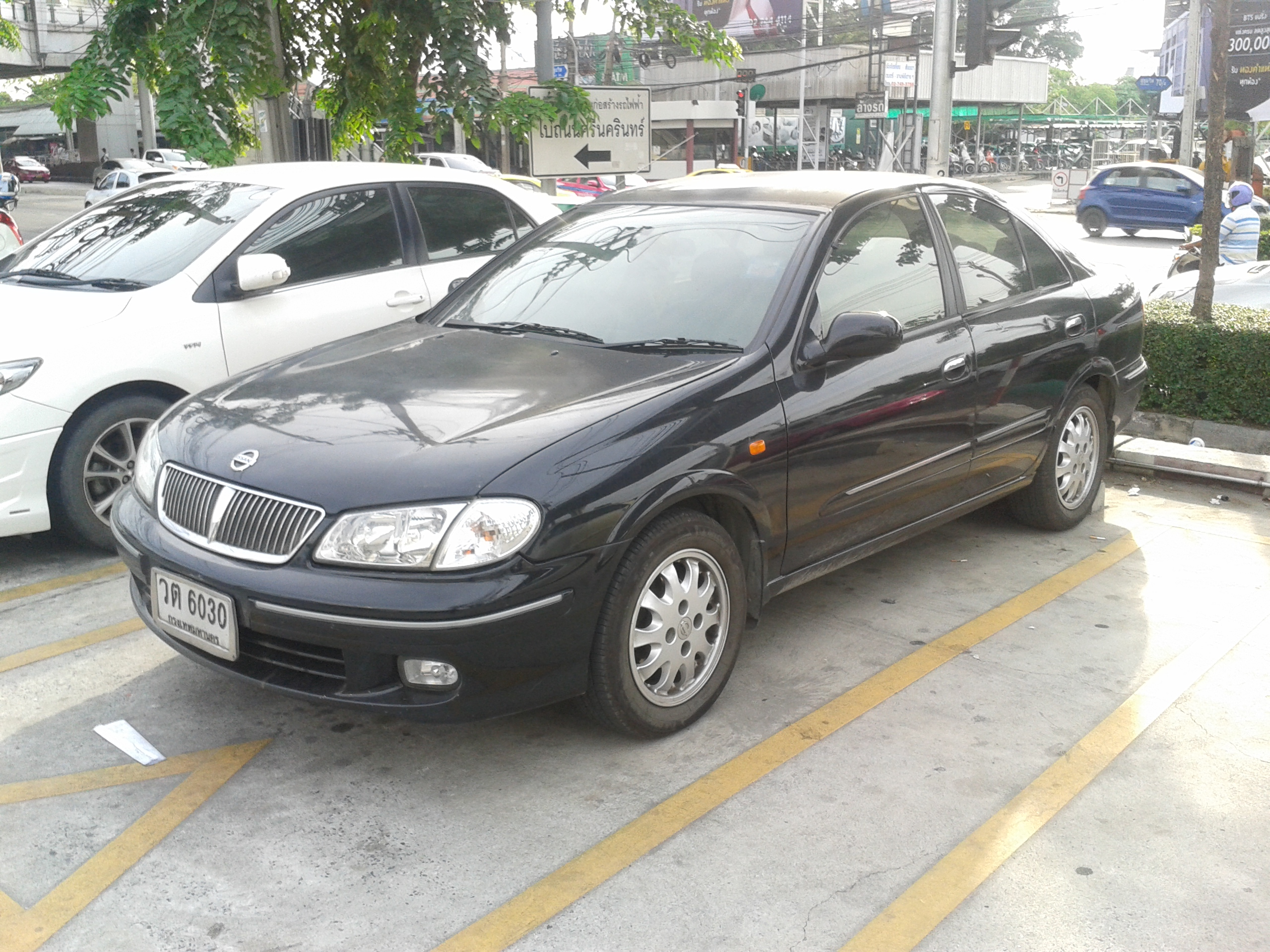
2005–2008 Nissan Sunny Neo седан (Таїланд)

### Renault Samsung SM3
З 2006 року похідний від Bluebird Sylphy Renault Samsung SM3 продавався в Україні та Росії як Nissan Almera Classic. Того ж року автомобіль був представлений у Центральній та Південній Америці під назвою Nissan Almera (крім Чилі , де він продавався як Samsung). Крім того, з 2007 року Renault Samsung SM3 продається як Nissan Sunny на Близькому Сході  з єдиною комплектацією, яка поставляється з 1,5-літровим двигуном. Samsung SM3 також продавався як Renault Scala в Мексиці, Єгипті та Колумбії.

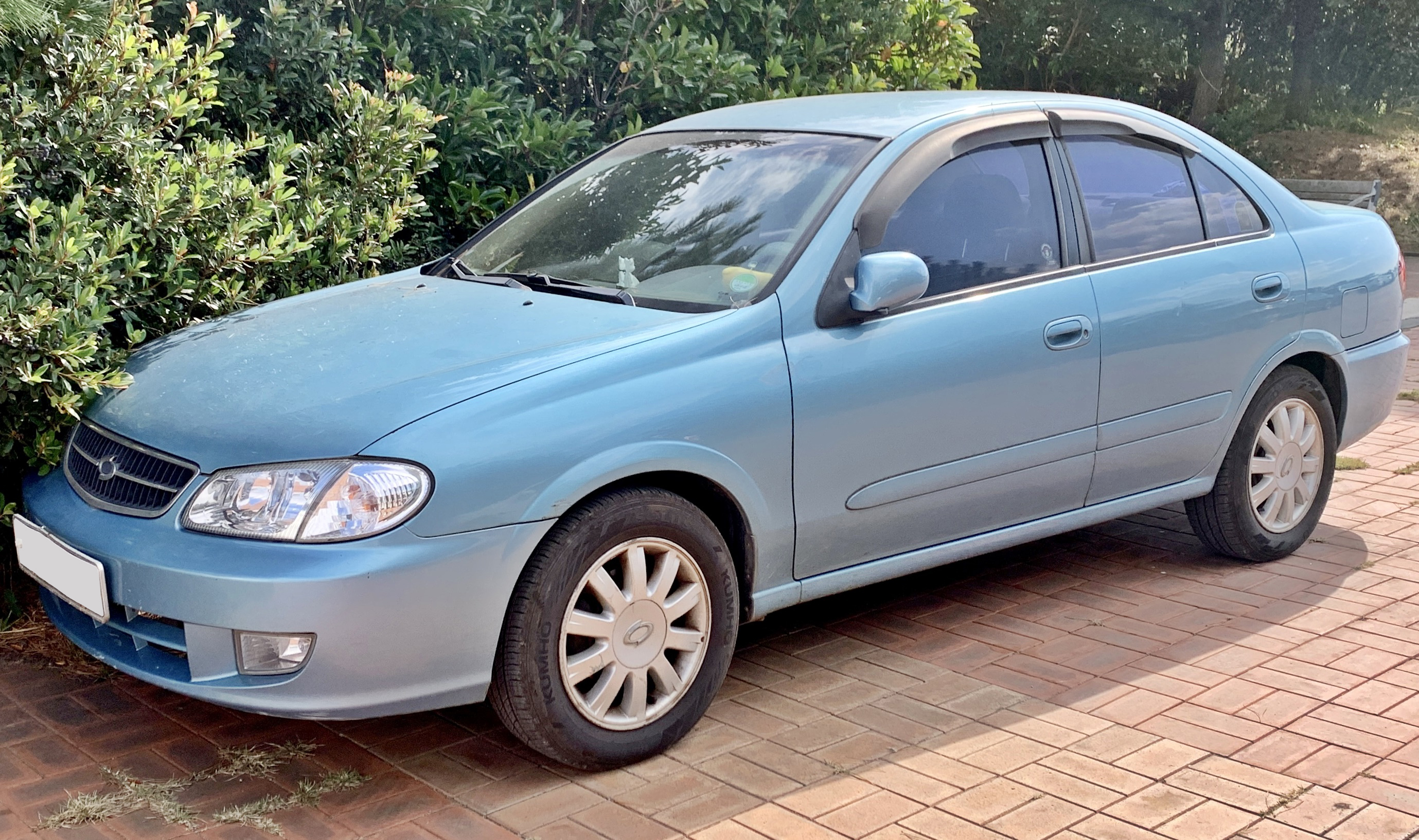
Samsung SM3
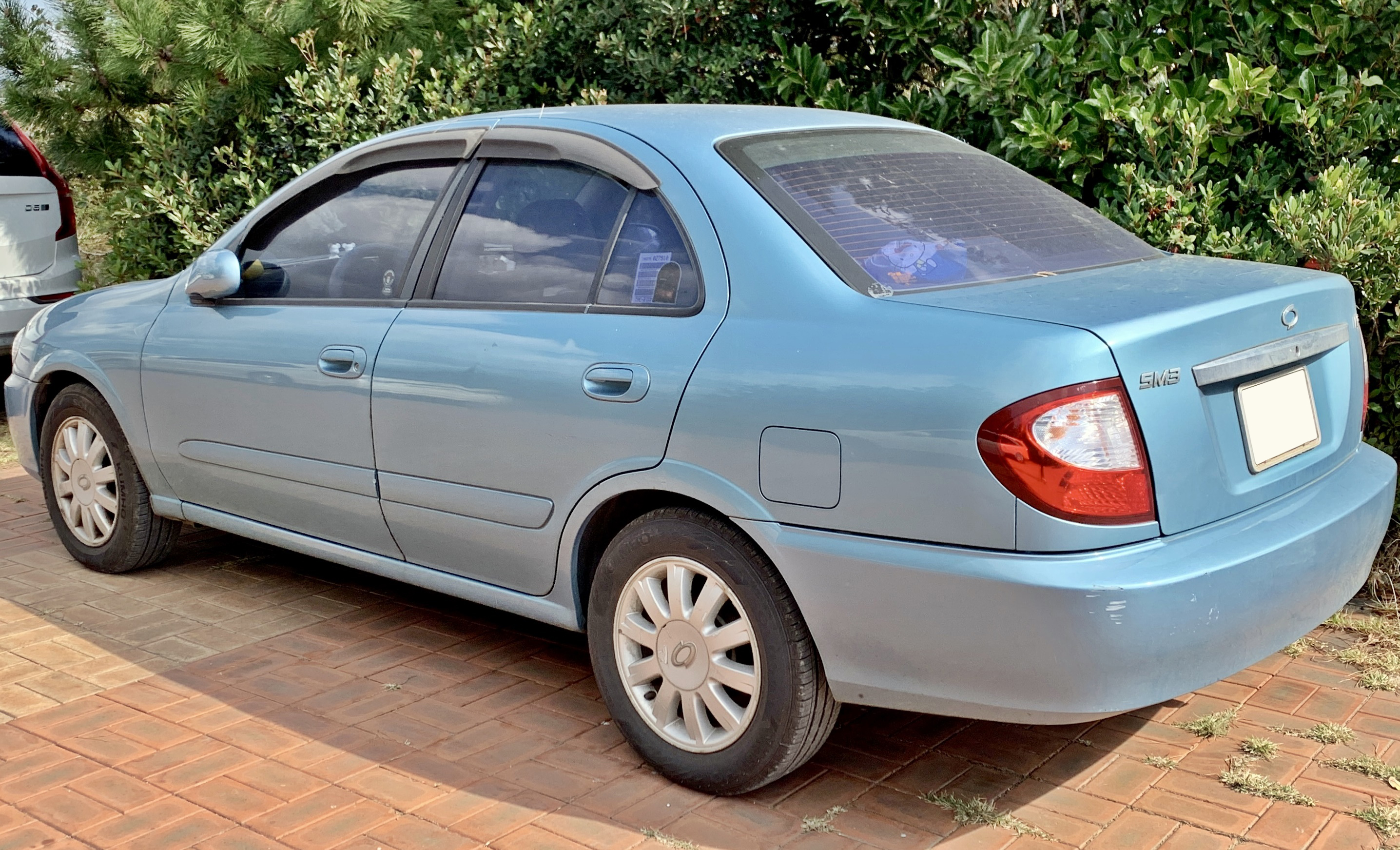
Samsung SM3
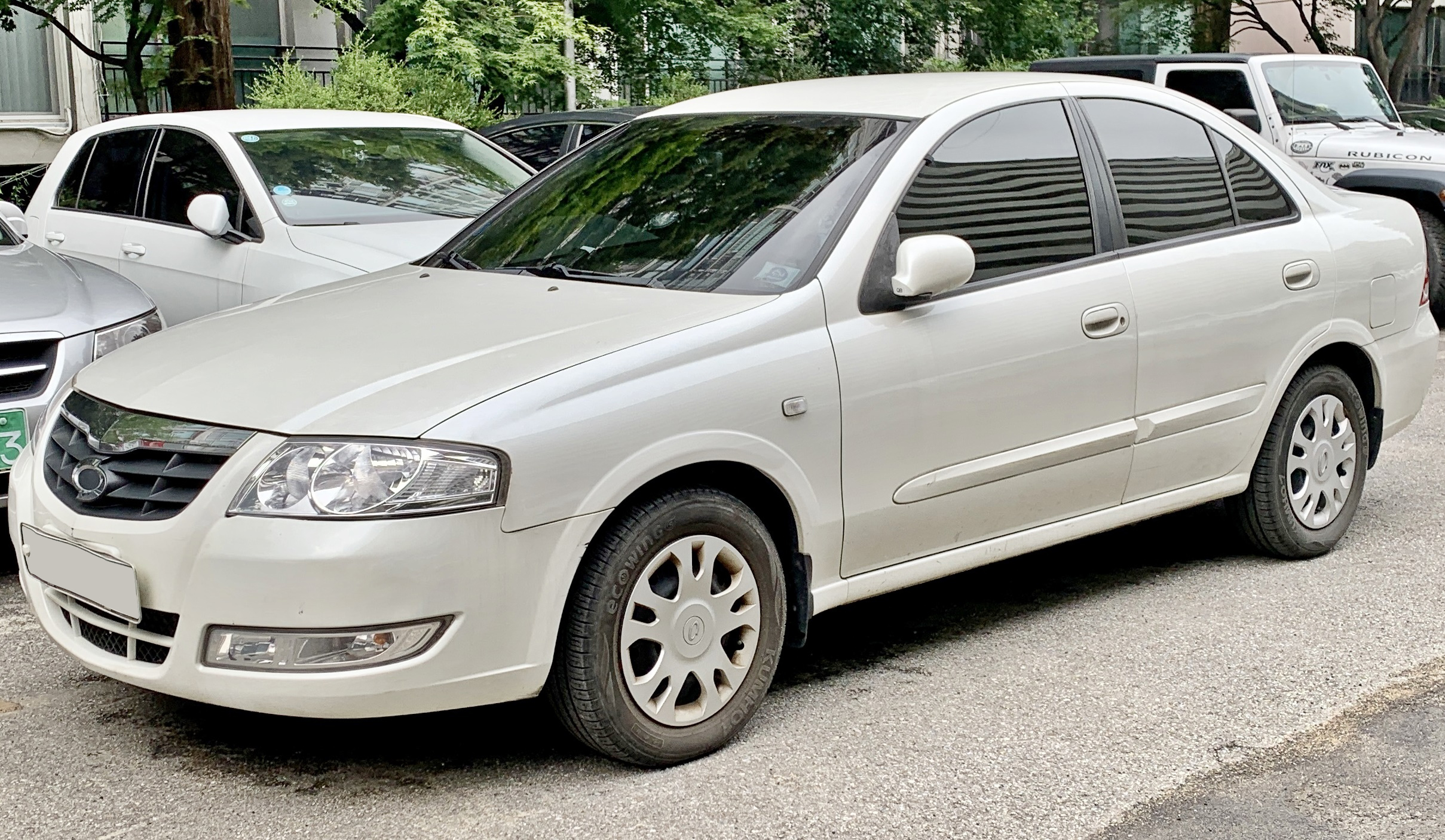
Samsung SM3 (рестайлінг)
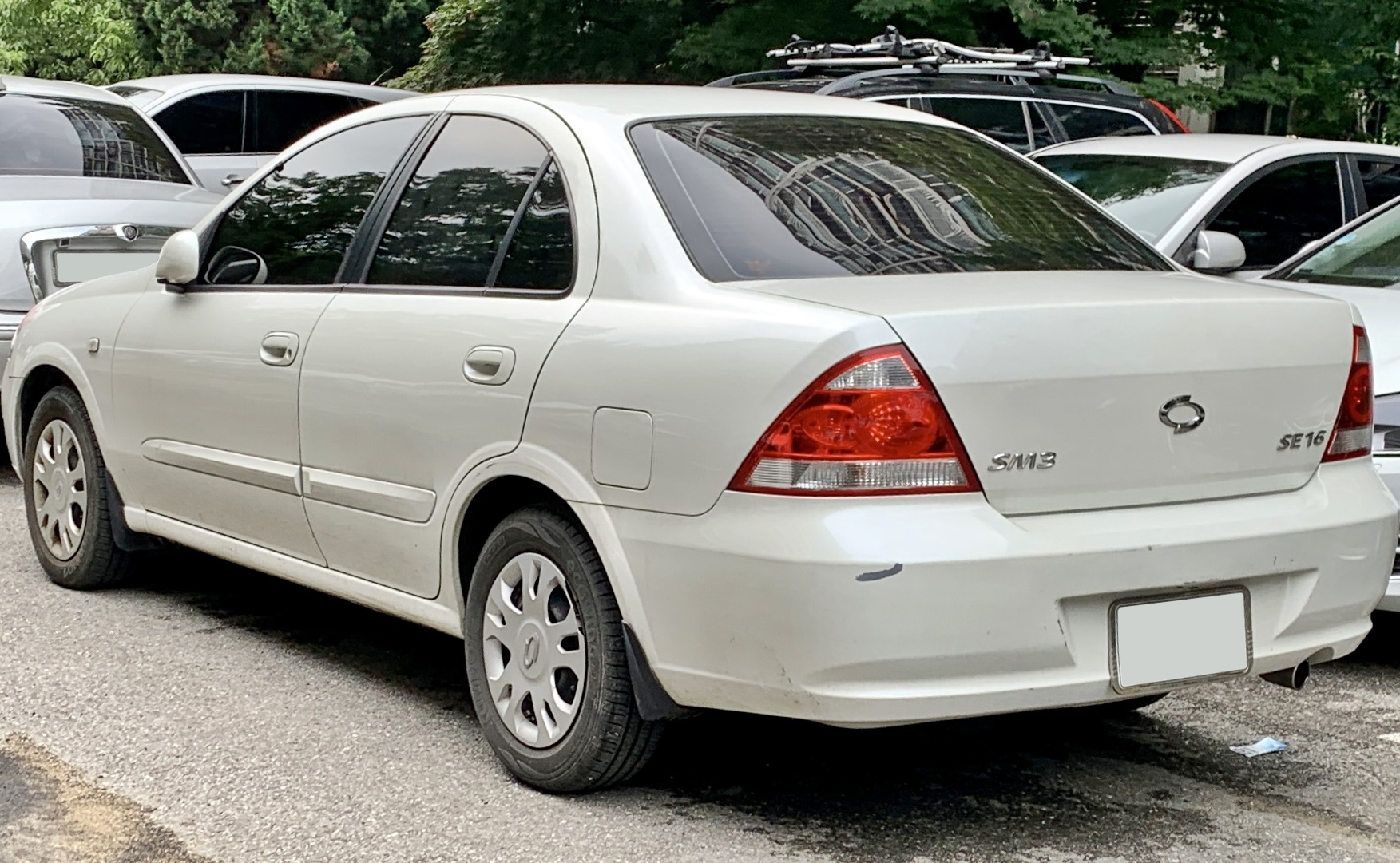
Renault Samsung SM3 (рестайлінг)
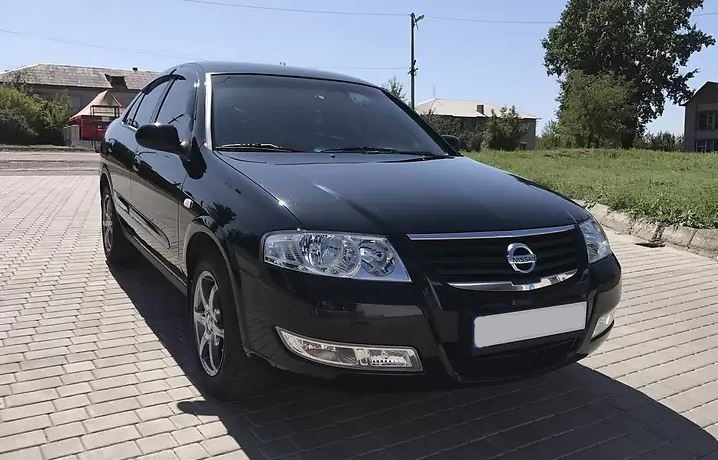
Nissan Almera Classic (Росія/Україна)
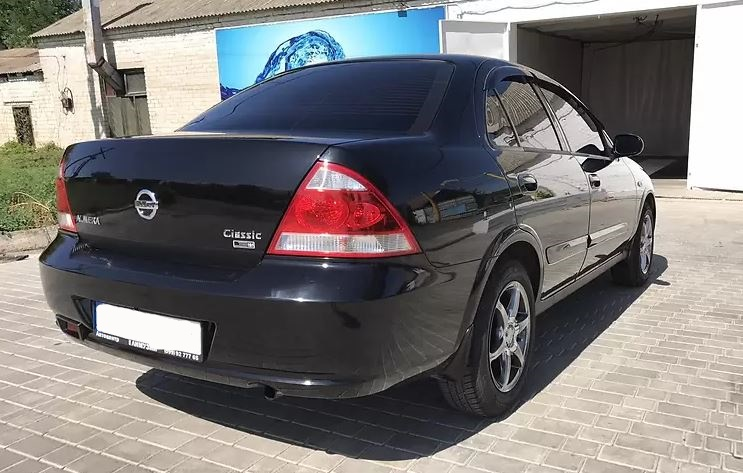
Nissan Almera Classic (Росія/Україна)
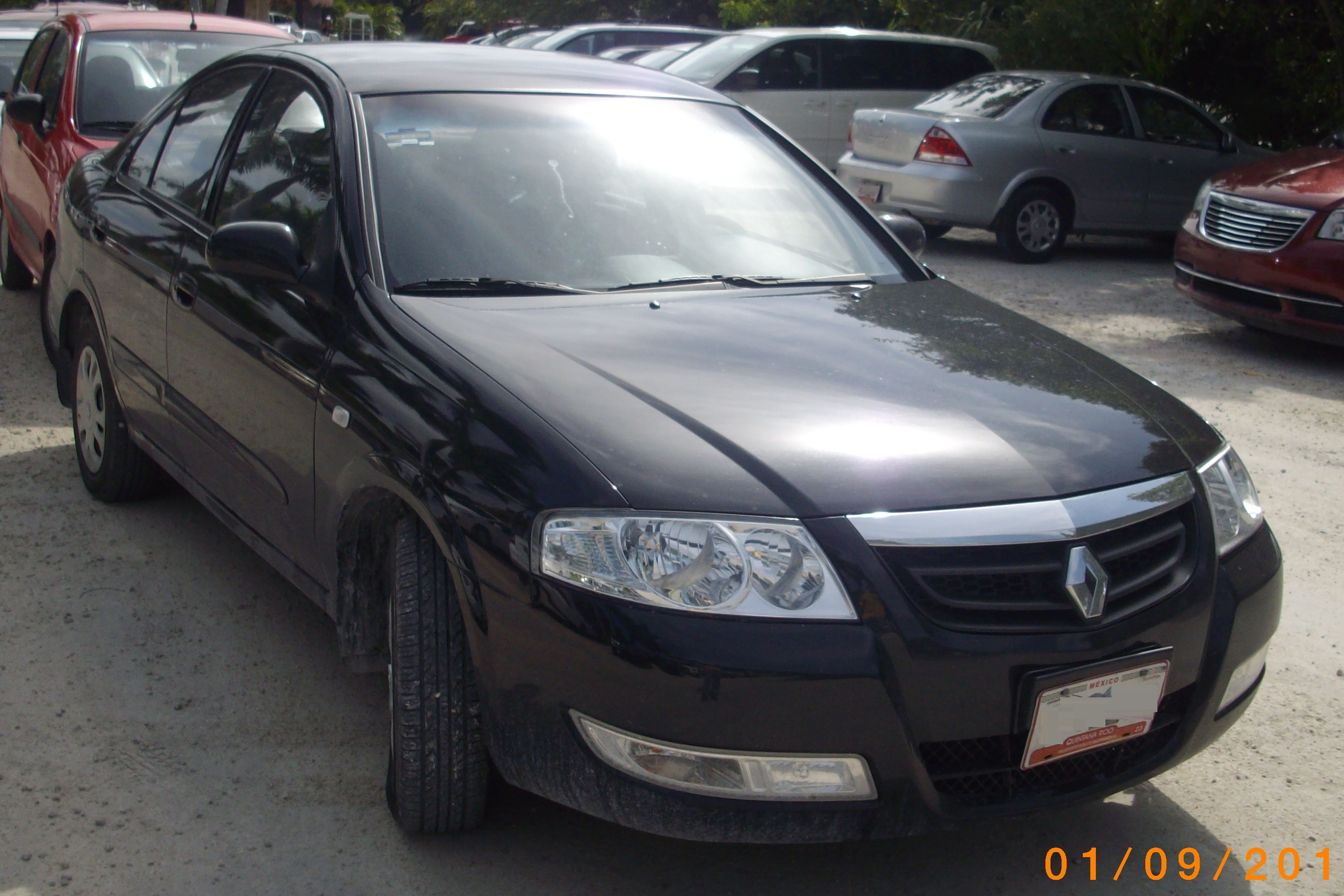
Renault Scala (Мексика)

## Друге покоління (G11; 2005)
Модель другого покоління була представлена на Токійському автосалоні 2005 року . Він використовує розширену версію платформи B, яка використовується спільно з C11 Tiida та L10 Livina.  Внутрішній простір більший завдяки збільшеній колісній базі (2700 мм) і найбільшому багажнику (504 літри) у своєму класі. У Японії він замінив Nissan Sunny (B15) і попередній Bluebird Sylphy як компактний седан Nissan.
Bluebird Sylphy використовує той самий двигун, що й Nissan Tiida/Versa/Latio, тобто 1,5-літровий двигун HR15DE та абсолютно новий 2,0-літровий двигун MR20DE. 2,0-літрова версія використовує трансмісію Nissan Xtronic CVT.
Починаючи з 2008 року, Bluebird Sylphy також був доступний для закордонних ринків як Nissan Sylphy. Sylphy продавався в Китаї з 2006 по 2018 рік під назвою Sylphy Classic. З точки зору стилю, китайський варіант мав жовті покажчики повороту на передній частині порівняно з прозорими, що продаються на міжнародних ринках. Задня частина була в тому ж стилі, що й міжнародні варіанти до 2008 року, коли вона була оновлена до 2009 року. Задня частина отримала нові задні ліхтарі, а також додаткову протитуманну фару в нижній частині заднього бампера. Рівні комплектації складалися з 1.6XE, 2.0XE, 2.0XL, 2.0XV і 2.0XV Navi. Двигун і коробка передач складалися з 1,6-літрового HR16DE і 2,0-літрового MR20DE в парі з 5-ступінчастою механічною, 4-ступінчастою автоматичною або CVT коробкою передач.  Виробництво  Sylphy Classic припинилося наприкінці 2018 року після випуску скороченої моделі 2019 року. Починаючи з 2018 року Sylphy покоління G11 було перейменовано Dongfeng у електромобіль, а модель перейменована на E11K під брендом електромобілів Junfeng. Станом на 2022 рік E11K доступний з батареєю 60,43 кВт із пробігом 451 км і батареєю 57,757 кВт із пробігом 405 км.  Що стосується стилю, E11K все ще зберігає зовнішній стиль Nissan Bluebird Sylphy 2009–2018 років; станом на кінець 2022 року він залишався у виробництві без подальших оновлень.
Sylphy також продавався в деяких країнах Південно-Східної Азії, таких як Малайзія та Тайвань. Тайванська компанія Yulon Motor виробляла Bluebird Sylphy і продавала його як Nissan Bluebird.
У Малайзії G11 Sylphy запущено в червні 2008 року. Пропонувалися два варіанти: Comfort і Luxury. Обидва варіанти оснащувалися двигуном Nissan MR20DE в парі з CVT.  У червні 2009 року були доступні аксесуари «Tuned by Impul», які складалися з передньої решітки, передніх і задніх губ, бічних спідниць, спойлера заднього крила, підвіски та легкосплавних дисків.  У січні 2010 року новий варіант під назвою «Luxury Navi Package» пропонував навігацію та камеру заднього виду.  У березні 2012 року оновлений G11 Sylphy був представлений у Малайзії та був доступний у трьох варіантах: 2.0 XL Comfort і 2.0 XL Luxury та 2.0 XV Premium.  У червні 2012 року були запущені оновлені аксесуари «Tuned by Impul». 

У Росії Bluebird Sylphy випускався з 2012 по 2018 роки як Nissan Almera . Виробництво стартувало восени 2012 року на заводі АвтоВАЗ в Тольятті. Автомобіль був доступний з 1,6-літровим двигуном потужністю 75 кВт (102 к.с.) і п'ятиступінчастою механічною або чотириступінчастою автоматичною коробкою передач. Він мав ту саму приладову панель, а також внутрішні компоненти від Renault Logan.

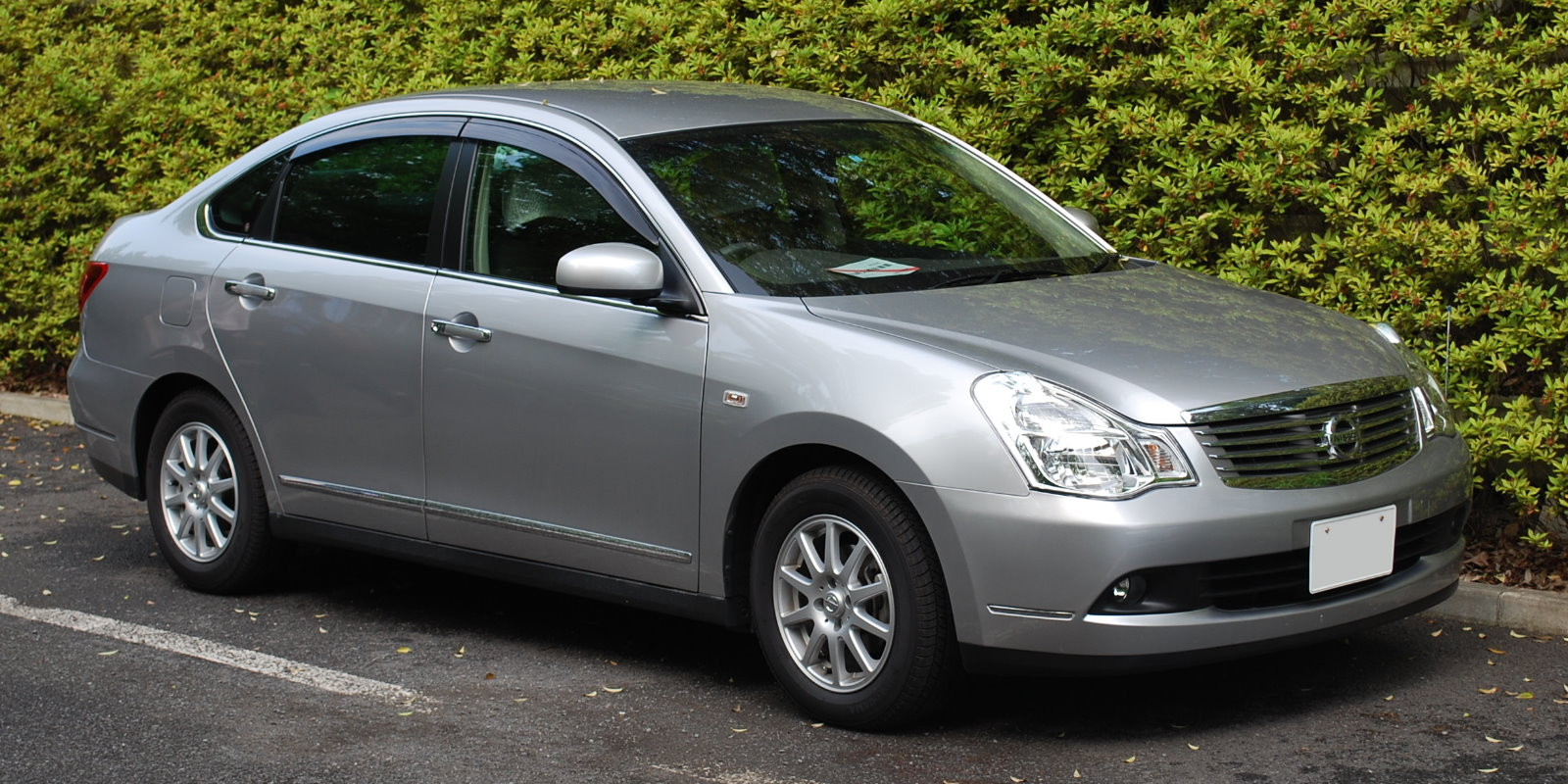
Nissan Bluebird Sylphy (G11; дорестайлінг)
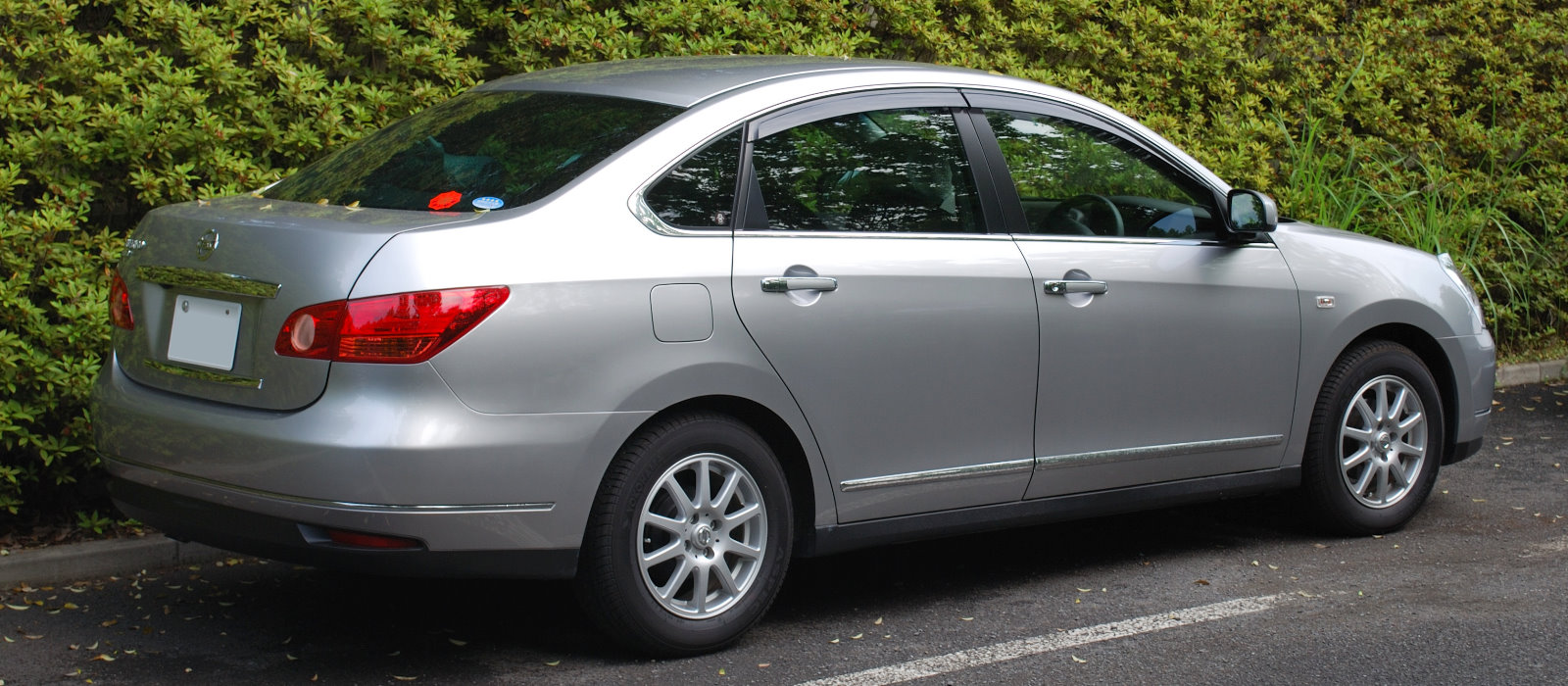
Nissan Bluebird Sylphy (G11; дорестайлінг)
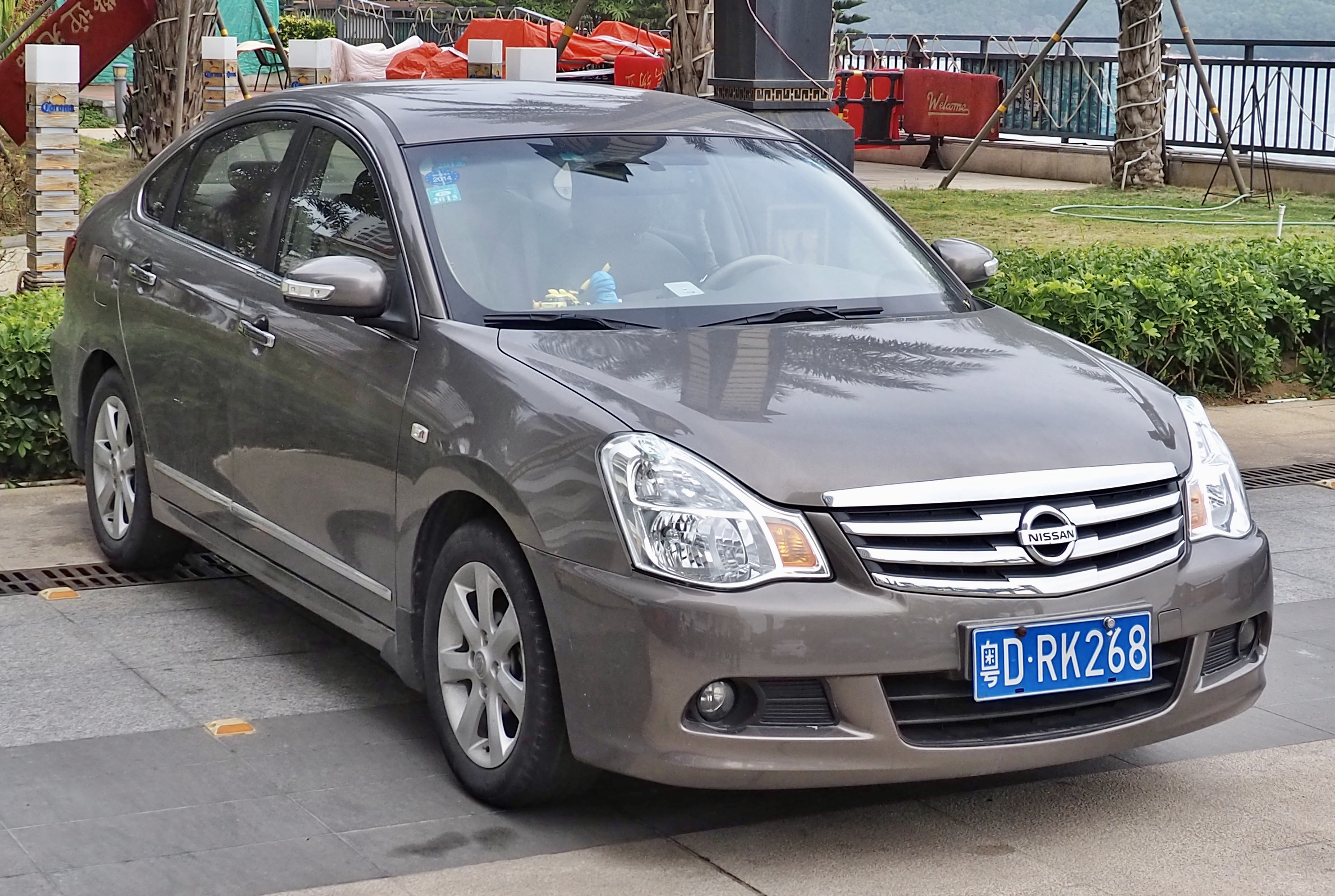
Nissan Bluebird Sylphy (G11; рестайлінг)
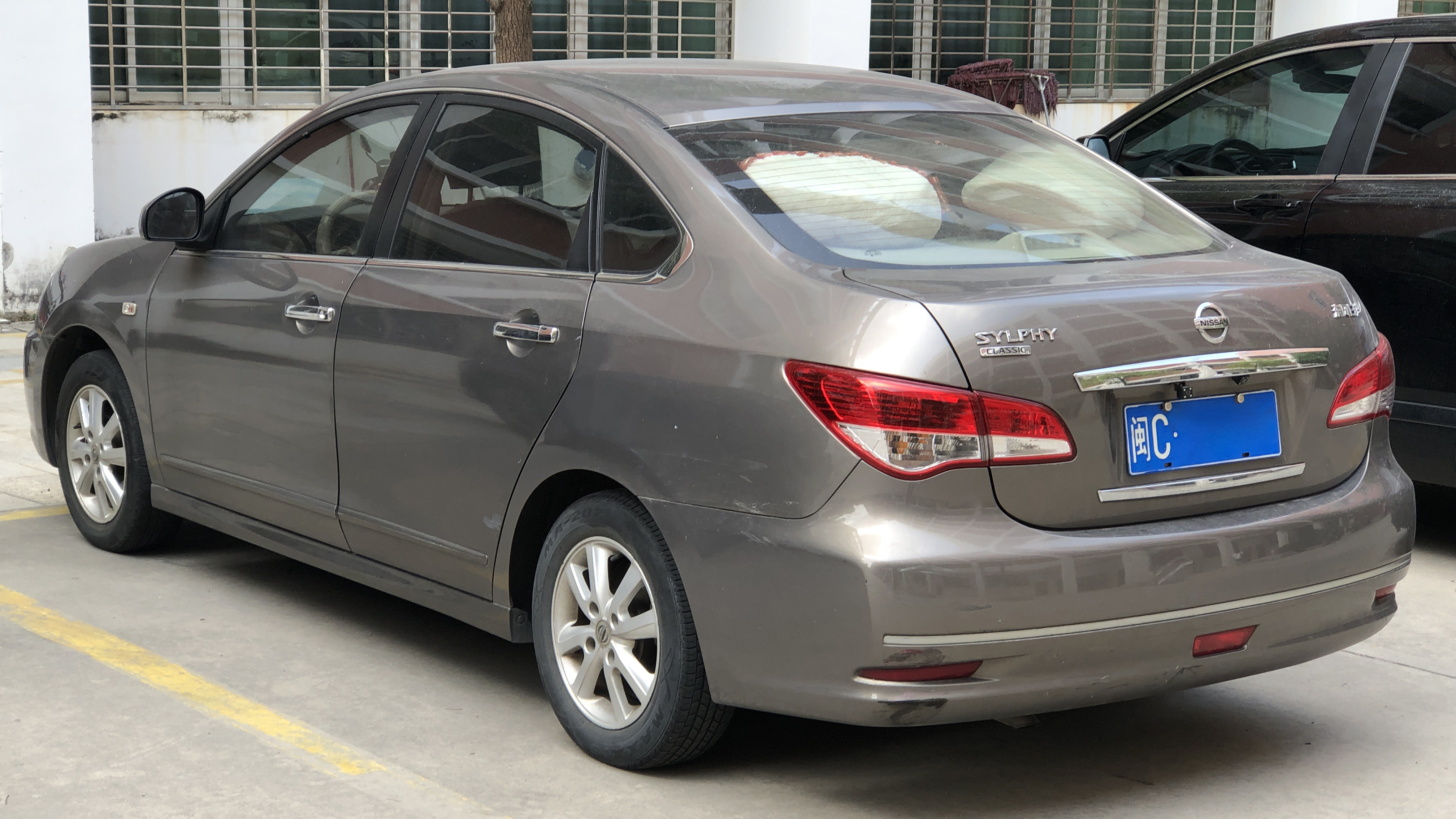
Nissan Bluebird Sylphy (G11; рестайлінг)

## Третє покоління (B17; 2012)
Третє покоління Sylphy було представлено на Пекінському автосалоні 2012 року.  Модель об’єднано з Sentra сьомого покоління, щоб зменшити витрати на розробку, з деякими змінами, щоб задовольнити смак азіатських клієнтів.

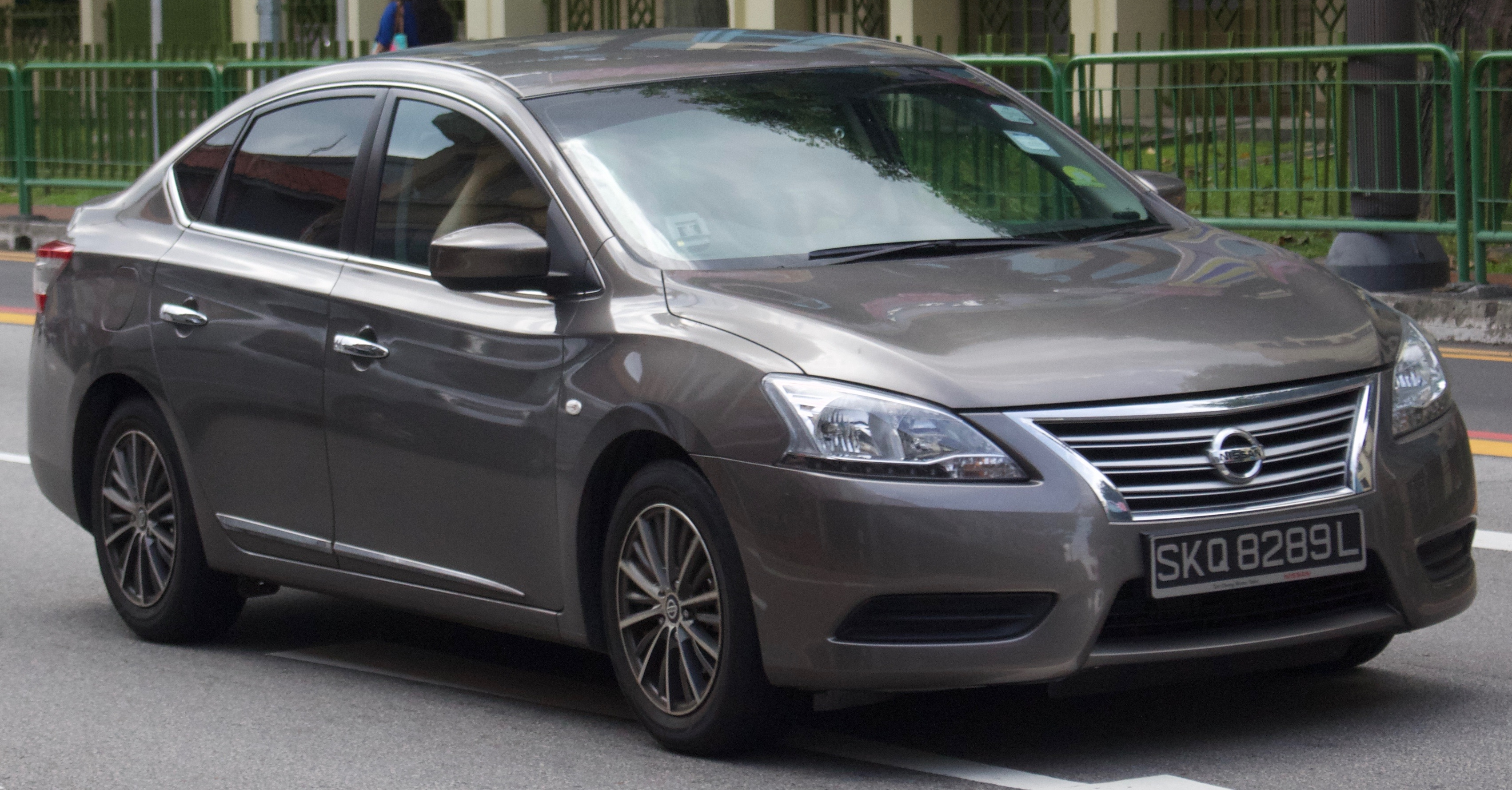
Nissan Sylphy B17 (Сінгапур; дорестайлінг)
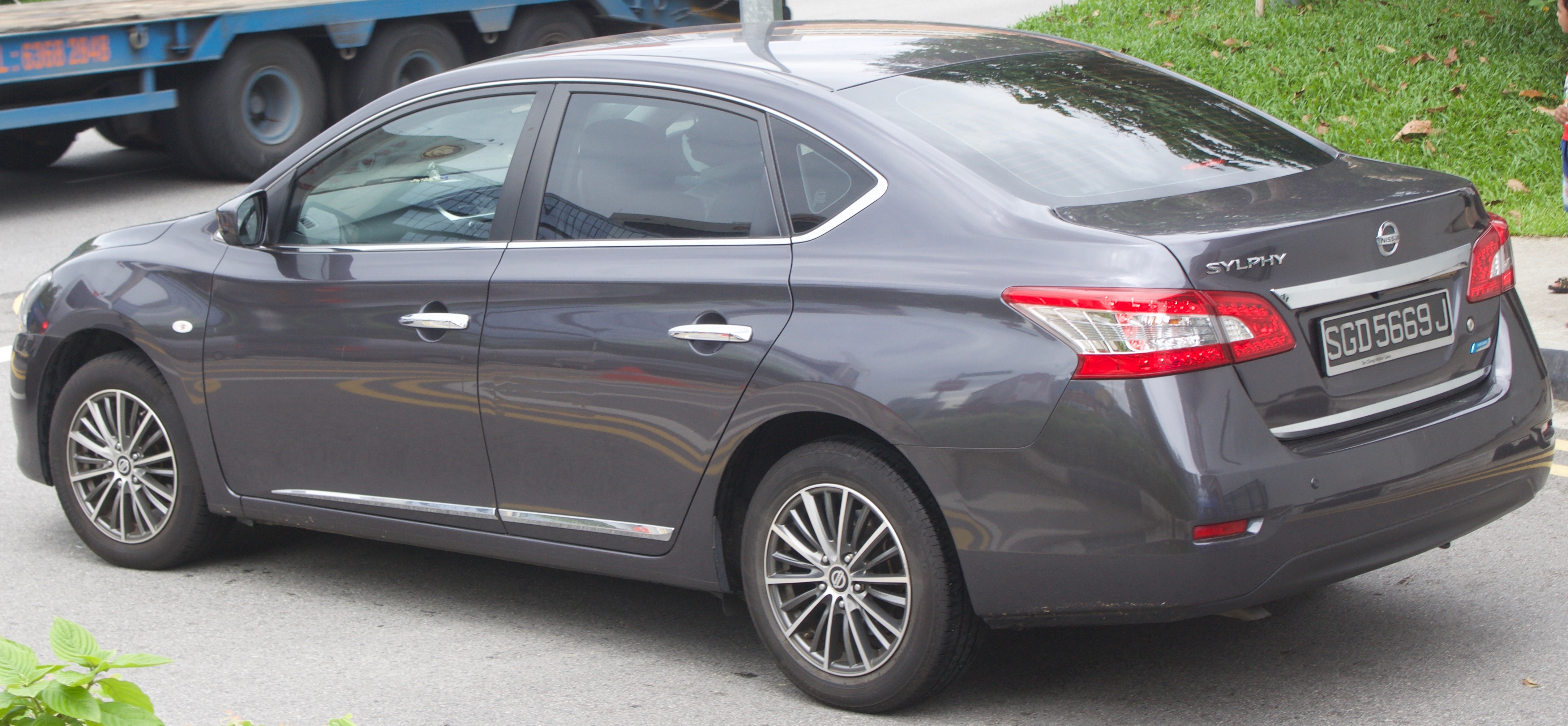
Nissan Sylphy B17 (Сінгапур; дорестайлінг)
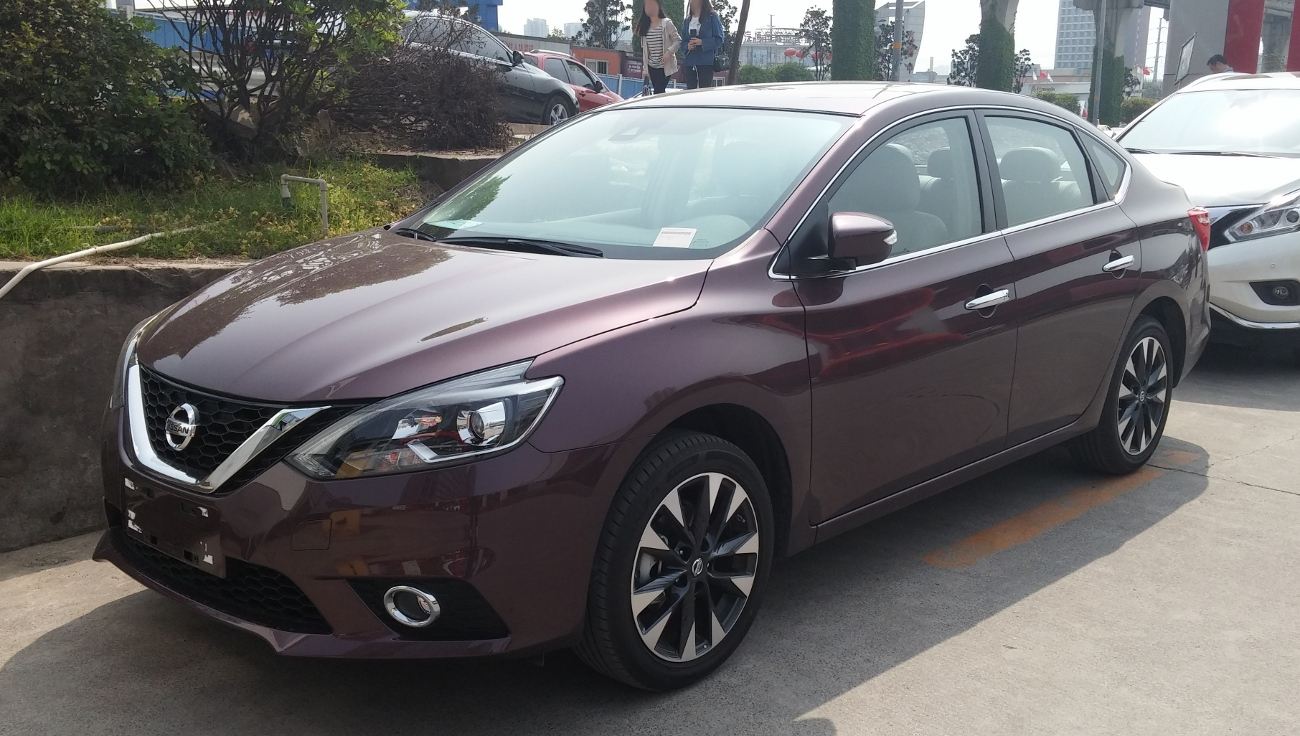
Рестайлінг (Китай)
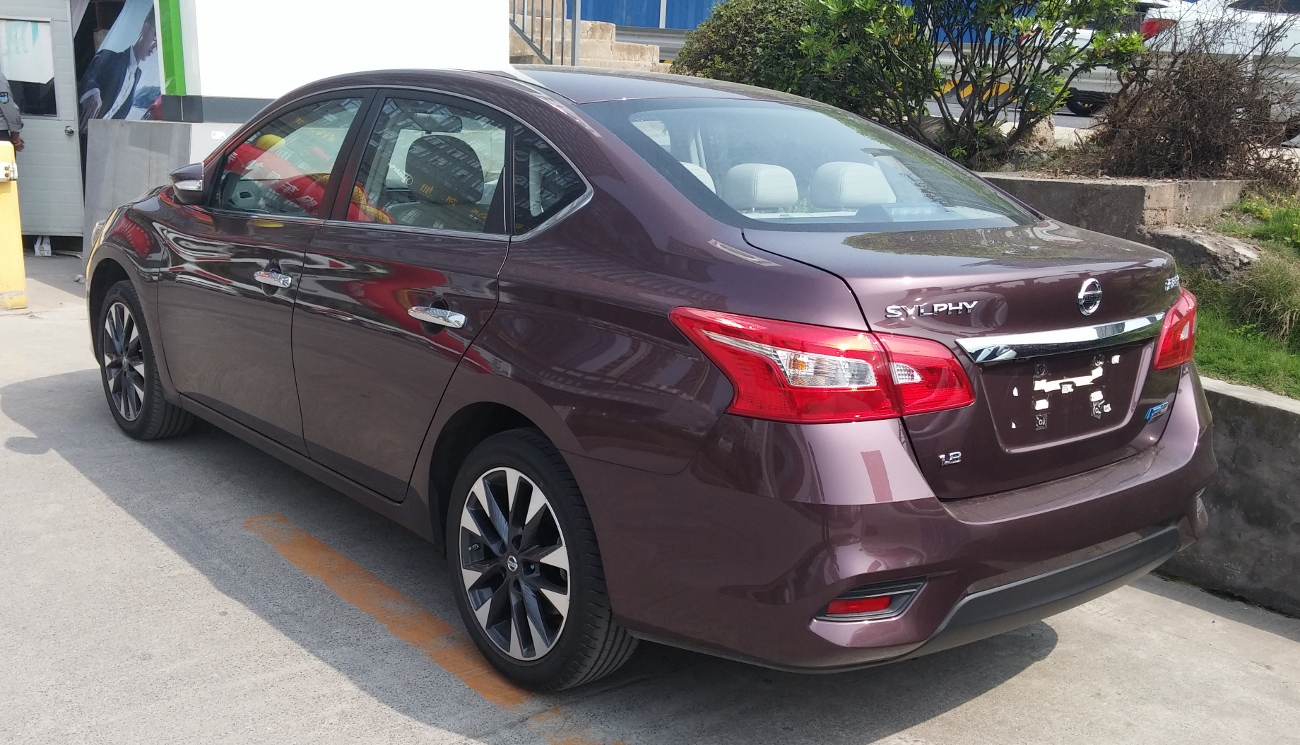
Рестайлінг (Китай)

## Четверте покоління (B18; 2019)
Четверте покоління Sylphy було представлено 16 квітня 2019 року на 18-тому Auto Shanghai.  Він був представлений до свого аналога Sentra, який був запущений на ринок Північної Америки пізніше того ж року на автосалоні в Лос-Анджелесі в 2019 році.

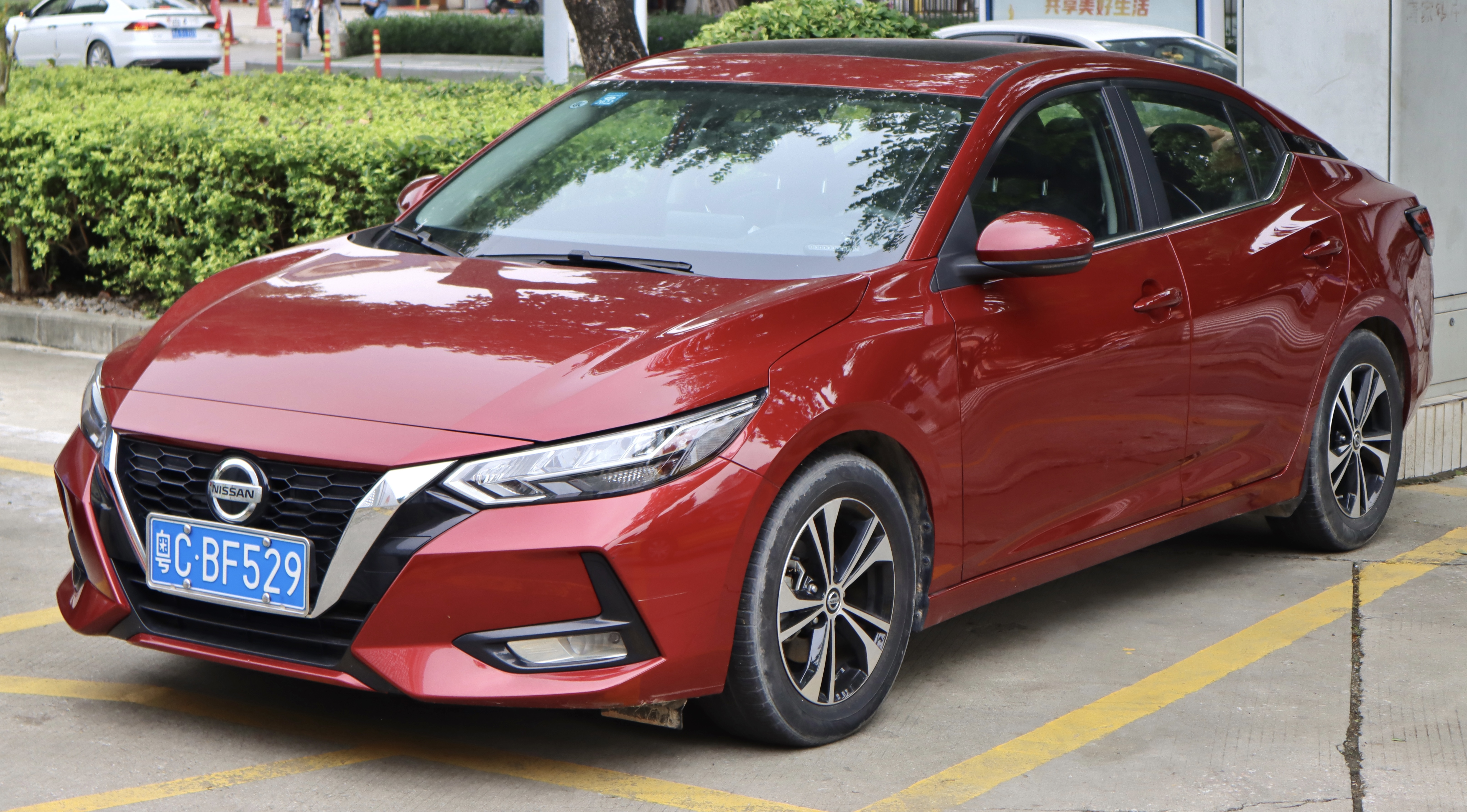
Nissan Sylphy B18 (Китай)
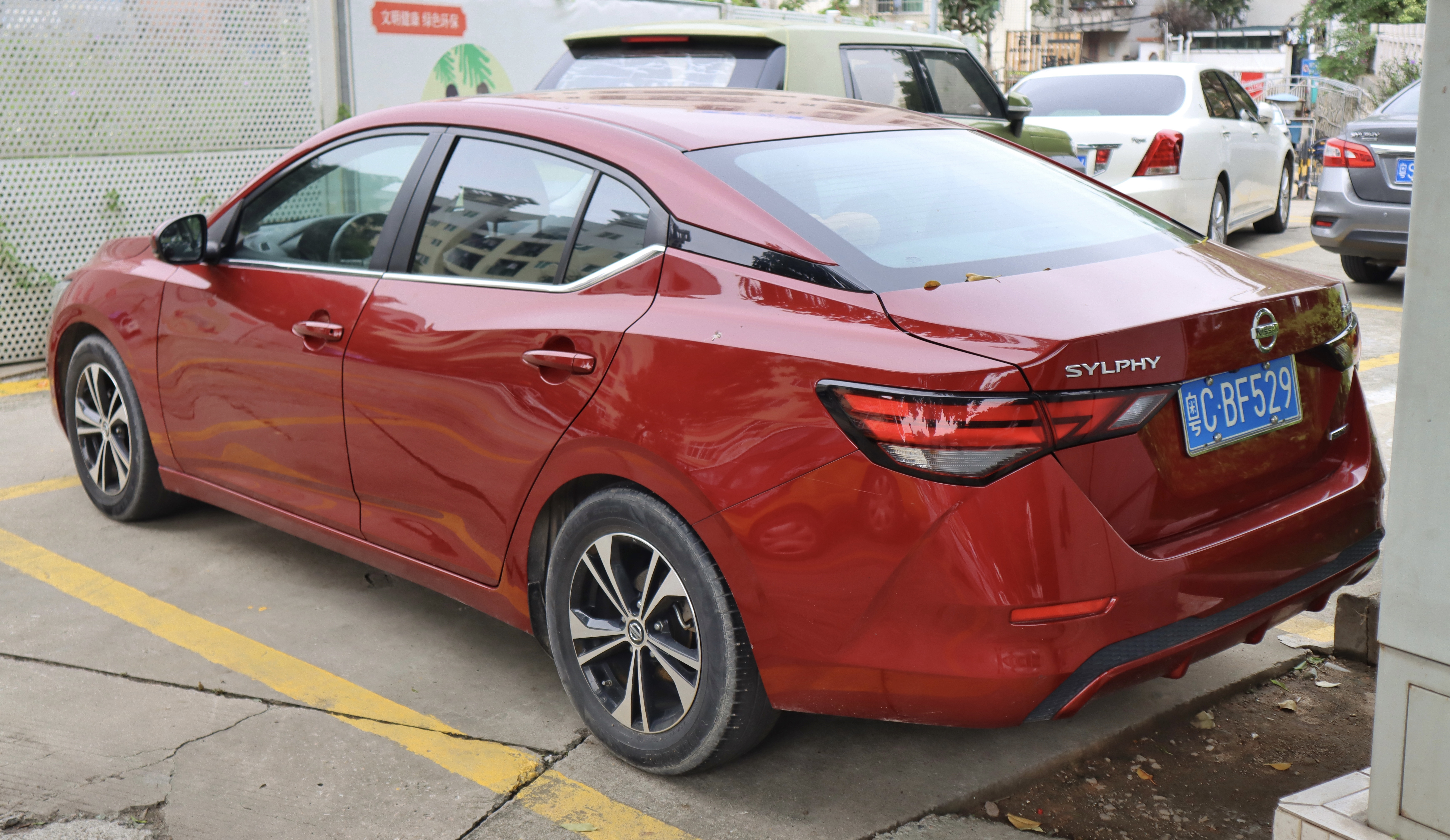
Nissan Sylphy B18 (Китай)
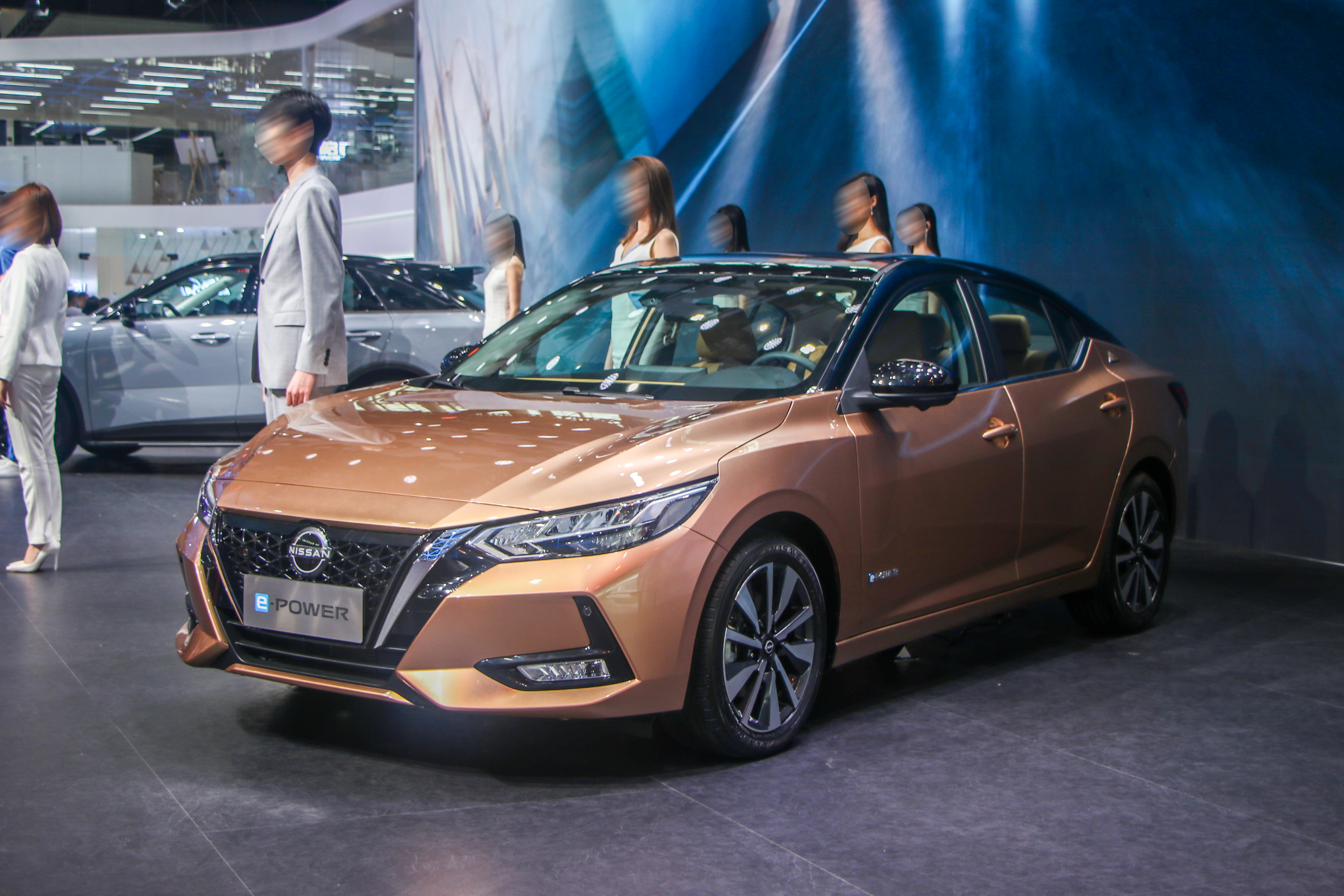
Nissan Sylphy e-Power (Китай)
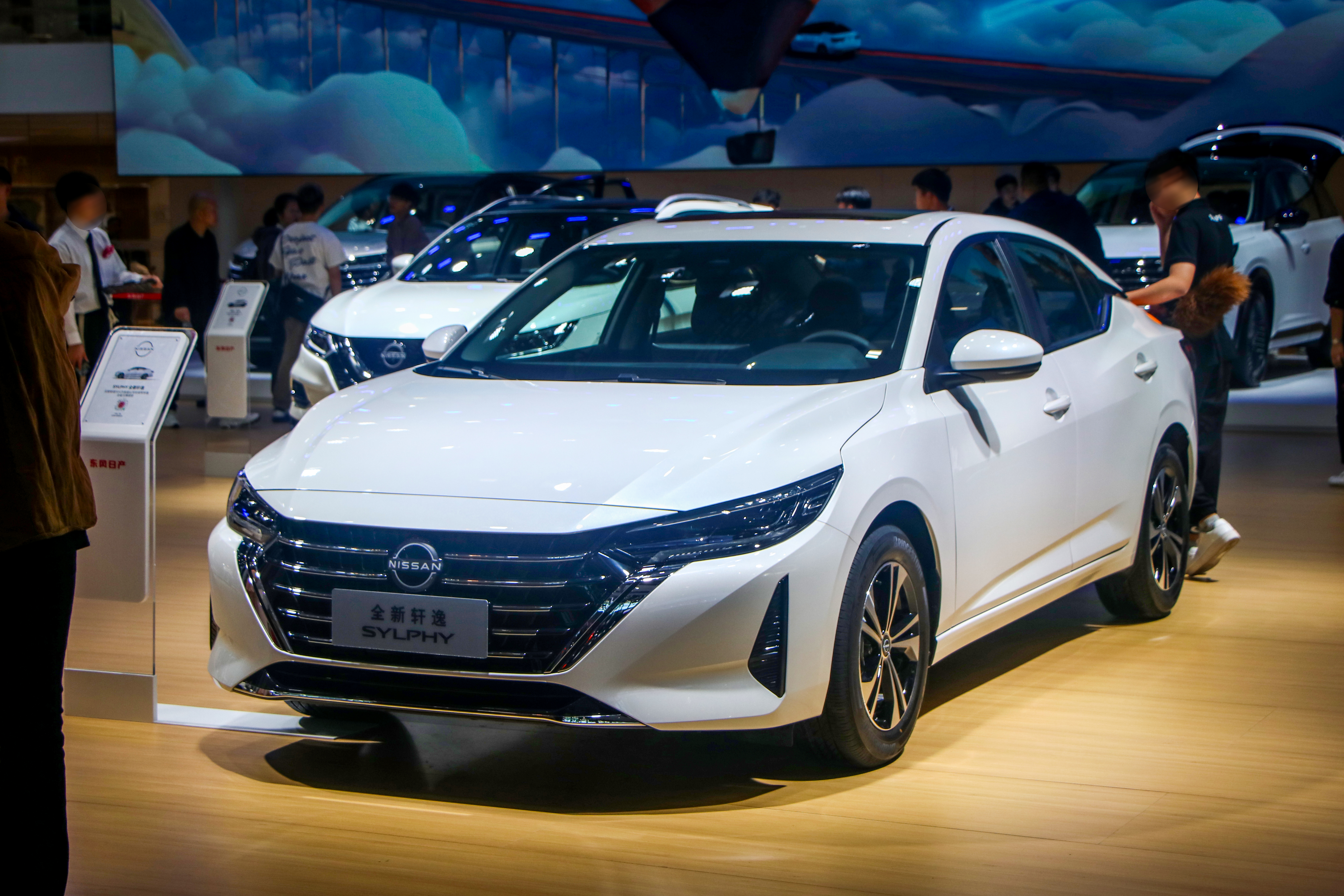
2023 Sylphy (рестайлінг; Китай)
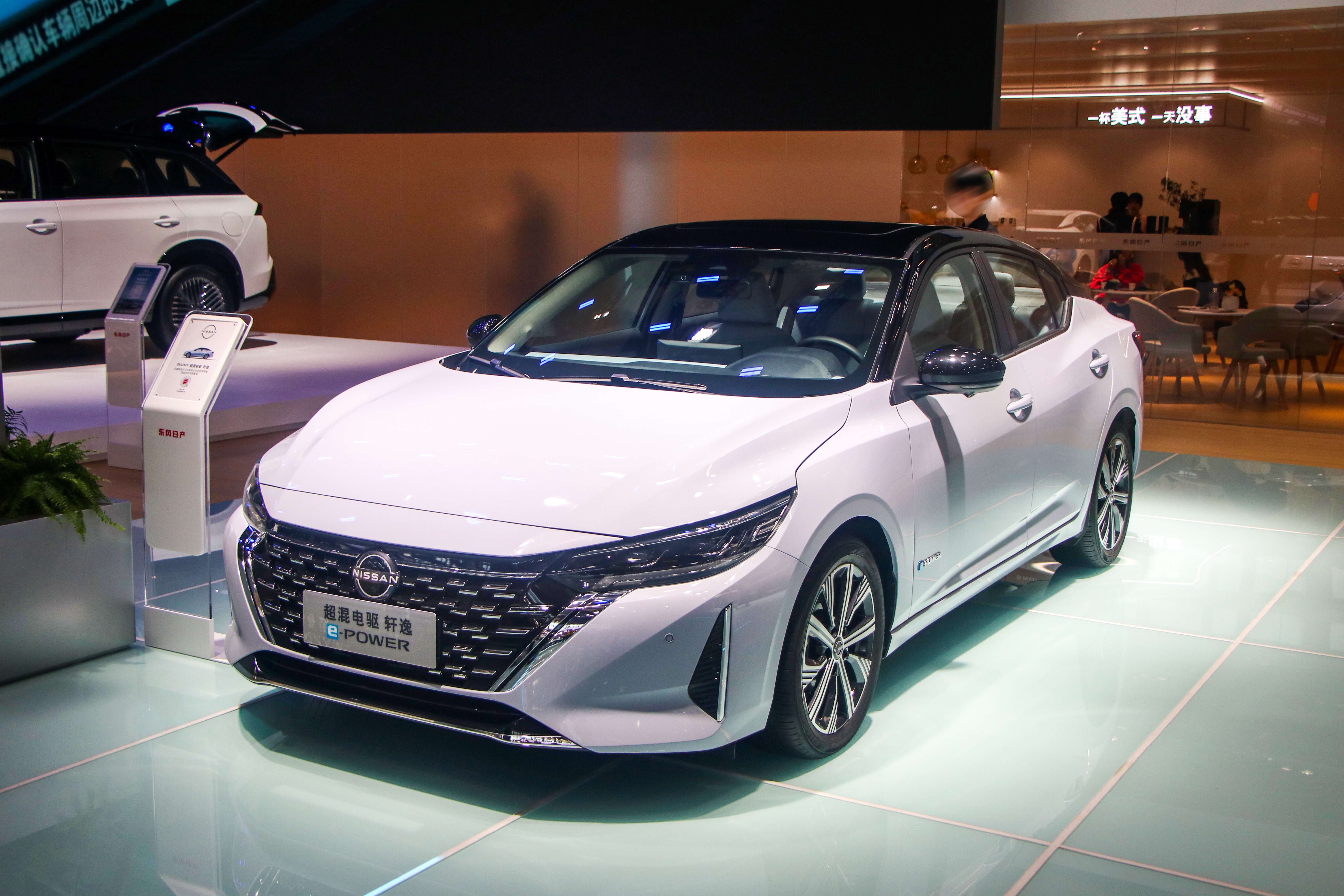
2023 Sylphy e-Power (рестайлінг; Китай)

## Продажі
| рік      | Китай   | Таїланд |
| -------- | ------- | ------- |
| 2006 рік | 55 999  |         |
| 2007 рік | 61,386  |         |
| 2008 рік | 52 640  |         |
| 2009 рік | 96,174  |         |
| 2010 рік | 142,511 |         |
| 2011 рік | 125,427 |         |
| 2012 рік | 133,823 |         |
| 2013 рік | 259,545 |         |
| 2014 рік | 300 058 | 3645    |
| 2015 рік | 334 087 | 2978    |
| 2016 рік | 367,979 | 1223    |
| 2017 рік | 404,726 | 1155    |
| 2018 рік | 481,216 | 1,206   |
| 2019 рік | 470,707 |         |
| 2020 рік | 542,725 |         |
| 2021 рік | 500,160 |         |
| 2022 рік | 420 665 |         |
| 2023 рік | 376 109 |         |